# Geolycosa disposita
Geolycosa disposita är en spindelart som beskrevs av Roewer 1960. Geolycosa disposita ingår i släktet Geolycosa och familjen vargspindlar.
Artens utbredningsområde är Angola. Inga underarter finns listade i Catalogue of Life.